# Anna von Palant
Johanna bzw. Anna von Palant zu Breitenbend und Reuland oder Anna Pallantia (* um 1550 vermutlich auf Burg Reuland in der Eifel im heutigen deutschsprachigen Teil Ostbelgiens; † nach 18. September 1599, vielleicht begraben am 17. November 1599 in Köln), war eine deutsche Humanistin und neulateinische Dichterin, die am Niederrhein wirkte.

## Leben

### Familie
Anna von Palant war vermutlich die Tochter von Johann (Jan) IV. von Palant zu Breitenbend († vor 1556), Herrn zu Weisweiler, Wildenburg, Nothberg und Berghe (Laurenzberg), seit 1541 Amtmann von Eschweiler und Wilhelmstein, und (⚭ 1532) Maria von Vlodrop († vor 1563). Im Dritten Geldrischen Erbfolgekrieg zwischen Kaiser Karl V. und Herzog Wilhelm V. von Jülich-Kleve-Berg um das Herzogtum Geldern wurde dessen Burg Nothberg 1543 verbrannt (1555 erneuert).
Annas Bruder wäre demnach Johann V. von Palant zu Wildenburg, Weisweiler, Laurenzberg und Bottendorf († zwischen 1564 und 1572) gewesen, 1559 Jülicher Amtmann von Wilhelmstein und Eschweiler, seit 1556 verheiratet mit Anna von Gertzen genannt Sintzig (Sinzenich) († 1611).
Die Burg Reuland, auf der Anna von Palant geboren wurde, war um 1550 zu einem Teil im Besitz von Balthasar von Flodrop († 1567), Herr zu Odenkirchen und Leuth – eines Bruders der Maria von Vlodrop –, der seinen Anteil an der Herrschaft 1560/61 seiner Tochter Odilia († nach 1589) und ihrem Mann (⚭ um 1560) Carsilius V. von Palant-Breitenbend († 1606/08) überließ.
Die Schwester ihrer Mutter Maria, Ursula von Vlodrop († nach 1604), war mit dem flämischen Humanisten und Dichter Karl von Utenhove (1536–1600) verheiratet, der als Protestant aus Flandern an den Niederrhein geflüchtet war. Utenhove unterrichtete Anna von Palant, korrespondierte mit ihr und förderte die Publikation ihrer Gedichte. Utenhove, der selbst keine Kinder hatte, adoptierte seine früh verwaiste Nichte Anna von Palant und überlebte sie, allerdings nur um ein Jahr.

### Wirken
Anna von Palant lebte in Elberfeld, Neuss (1583) und Köln; Arnoldus Buchelius (1565–1641) berichtet von einem Zusammentreffen mit ihr in der Domstadt.
Wegen ihrer umfassenden Bildung und ihrer Klugheit wurde Anna von Palant von zeitgenössischen Dichtern wie Johannes Posthius (1537–1597), Heinrich Smetius (1537–1614) und Paul Melissus (1539–1602) verehrt. Mit 12 Jahren hat sie Posthius mit einem extemporierten Gedicht in einem Wettstreit besiegt. Posthius und Melissus widmeten Anna von Palant Gedichte. In Anspielung auf „Pallant“ und den griechischen Beinamen der Athene wird Anna dabei oft „Παλλάς“ (Pallas) = „die Heldin“ genannt. Melissus berichtet, dass er Anna von Palant bei einem Besuch in Köln im Hause von Karl von Utenhove ein Lied von Pierre de Ronsard (1524–1585) vortragen gehört hat. Franciscus Modius (1536–1597) schreibt ihr 1583 aus Comburg nach Neuss über die Bedeutung der humanistischen Gelehrten Olympia Fulvia Morata (1526–1555) und erörtert mit ihr textkritische Probleme (Emendationen) einer Edition der Briefe Plinius’ des Jüngeren.
Anna von Palant galt auch als „vortreffliche“ Zeichnerin.
Gelegentlich wird vermutet, bei „Anna Utenhovia“ (* um 1550; † nach 1603 [1641?]) – einer weiteren Nichte Utenhoves – und „Anna Pallantia“ handele es sich um dieselbe Person, aber in einem Akrostichon an Jan Gruter (1560–1627) nennen sich beide Dichterinnen nebeneinander und auch in den „Parerga (Adoptivis)“ des Posthius und dem „Symbolum“ des Jakob Monau (1546–1603) sind beide vertreten.

### Erkrankung und vermutlicher Pesttod
Im Oktober 1595 war Anna von Palant lebensgefährlich erkrankt. Auch im Sommer 1599 erkrankten Anna von Palant und Utenhoves Frau, konnten aber von dem herzoglichen Leibarzt Wilhelm Fabry (1560–1634) zunächst „aus dem Rachen des Orcus“ gerettet werden.
Arnoldus Buchelius, der sich 1599 bis 1600 in Köln aufhielt, notierte in seinem Tagebuch am 18. November 1599, dass er vom tags zuvor erfolgten Begräbnis der Anna Palant gehört hatte, „einer gelehrten deutschen und in der Dichtkunst nicht unbekannten Frau“; sie habe den Kölner Syndikus Hackstein zum Erben eingesetzt und Klöstern Legate hinterlassen.
Bei der Schilderung des Inhalts der letztwilligen Verfügung verwechselte Buchelius die Protestantin Anna von Palant mit einer anderen Kölner „Heldin“: Margaretha Held oder „Heltin“ († 1599), Tochter des verstorbenen Reichsvizekanzlers Matthias von Held (um 1490–1563), hatte wenige Tage zuvor am 14. November 1599 ein entsprechendes Testament aufgesetzt, in dem sie den Stadtsyndikus Dr. Wilhelm Hackstein († 1623) als Alleinerben einsetzte und ihr Haus Im Großen Spiegel im Filzengraben den als Katholikinnen aus Holland und Seeland vertriebenen „Armen Klarissen“ vermachte. Anna von Palant-Breitenbent bewohnte dagegen den Spiegeler Hof in der St. Marviren- oder Machabäerstraße.
Am 13. Dezember 1599 trug Buchelius nach: Im Haus „der Heldin Anna Palantia“, die kürzlich an der Pest gestorben sei, habe es einen Diebstahl durch Dienstmägde gegeben. Auch hierbei liegt wohl eine Verwechselung mit Margarethe Held vor, in deren Sterbehaus ein Diebstahl begangen wurde. Es ist deshalb nicht ausgeschlossen, dass auch Buchelius' Notiz über den Pesttod der „Heldin“ Anna Palantia im November 1599 auf einem Irrtum beruht.

## Werke
- Iohanna Pallantias P. Melisso viro clariss. In: Paul Melissus / Felix Fiedler: Schediasmata poetica. Item Fidleri Flumina. Georg Corvinius / Matthias Harnisch, Frankfurt am Main 1574, S. 153 (Digitalisat der Bayerischen Staatsbibliothek München), (Google-Books)
- Anna Palanda Iohan. Posthio S. In: Johannes Posthius (Hrsg.): Parerga poetica. Heinrich von Aich, Würzburg 1580, S. 165 (Digitalisat der Bayerischen Staatsbibliothek München)
  - 2. Aufl. Anna Palanda Iohan. Posthio S. In: Johannes Posthius: Parergorum poeticorum, Band II nunc recens edita cum Adoptivis. Hieronymus Commelin, Heidelberg 1595, S. 204 (Digitalisat der Universitätsbibliothek Mannheim)
- In idem Monauij dicterium Annae Palandae Rvlandidos ad Ioann. Posthium Iatropoëtam Incomparabilem Adonij[31], Annae Pal[andae] Rvl[andidos] Distichon und In idem [= Jakob Monau]. In: Jakob Monau (Hrsg.): Symbolvm Iacobi Monawi. Ipse faciet variis variorvm avctorvm carminibus expressvm et decoratvm. Cum nonnullis appendicibus. Johannes Rhamba, Görlitz 1595, S. 221f (Digitalisat der Universitäts- und Landesbibliothek Sachsen-Anhalt Halle)
- Annae Palandae Rulandae. In: Legionum Epistolarum Utenhovii hecatontas aut centuria prima (bisher ungedruckte handschriftliche Briefsammlung, 1598; Bibliothèque nationale de France Paris, MS fonds latin 18592, Blatt 100f) (Digitalisat der Bibliothèque nationale de France)
- (zusammen mit Anna von Utenhove) Annae Pallantiae et Annae Utenhoviae Acrostichon (British Museum; MS. Burney 370 Epistolarum et Carminum ad Janum Dousam: Nr. 21 Variorum Carmina ad Janum Gruterum, Blatt 36)[32] = Annae Pallantiae et Annae Vtenhoviae Acrostichis. In: Joseph Justus Scaliger / Markus Welser / Jan Gruter: Inscriptiones Antiqvae Totius orbis Romani, in corpus absolutißimum redactae, Bd. I. Commelin o. O. o. J. [Heidelberg 1602/03]
  - 2. Aufl. Inscriptionvm Romanorvm corpus absolutissimvm. Commelin, o. O. [Heidelberg] 1616 (Digitalisat der Universitätsbibliothek Heidelberg)
  - 2. = 3. Aufl. Inscriptiones Antiquae totius orbis Romani … Nunc curis secundis ejusdem Gruteri et notis M. Gudii emendatae et tabulis aeneis a Boissardo confectis illustratae, denuo cura … J. G. Graevii recensitae. Franziscus Halma, Amsterdam 1707, S. 13 (Google-Books)